# 王文东
王文东（1982年12月—），中国作家、果品商人，原籍陕西铜川印台，现居上海。作品主要散见于《贞观》《南方周末》《陕西日报》等线上线下刊物。2024年4月出版陕西农村题材长篇小说《劳动者》（百花文艺出版社），小说共48章，讲述两代陕西农民的故事，时间跨度超过六十年，从军阀割据时期一直写到改革开放。同年9月，王文东编创的故事《十字路口》入选上海市群众艺术馆《上海故事汇》廉洁文化故事专场演出。他还是上海果品行业协会的副秘书长、苹果专委会的秘书长，长期从事陕西和上海之间的果品产销衔接工作。